# International Color Consortium

International Color Consortium logo

Pour les articles homonymes, voir ICC.
L'International Color Consortium ou ICC (Comité International de la Couleur) fut constitué en 1993 d'une association de huit professionnels de l'industrie, dans le but de créer un système universel de gestion des couleurs qui fonctionnerait de manière transparente quels que soient la technologie du périphérique informatique, le système d'exploitation et le logiciel utilisés.
La norme ICC, actuellement[Quand ?] dans sa quatrième version, permet de garantir la fidélité de la perception colorée des images lors des transitions entre différents logiciels, de la création à l'impression photographique (ou l'utilisation finale) de l'image.
Le principe utilisé par ICC pour transférer les couleurs d'un périphérique informatique à un autre, à perception colorée égale, repose en premier lieu sur la trivariance visuelle et la première loi de Grassmann qui déclare que toute couleur peut être obtenue à partir de trois couleurs primaires. On considère que chaque périphérique informatique possède son propre système de couleurs primaires qui définit son profil. En second lieu, pour améliorer la qualité du transfert des couleurs de l'image on applique le modèle d'apparence des couleurs CIECAM, proposé par la CIE, qui prend en compte les effets d’adaptation chromatique due aux contrastes provoqués par des couleurs différentes juxtaposées et les proportions et situations des différentes surfaces colorées sur l'image. 
Si l'application des profils ICC conduit à une bonne identité de perception des couleurs d'une même image produite par deux périphériques informatiques différents, c'est aux dépens d'une certaine distorsion des couleurs de cette image. Ce constat conduit à introduire une nouvelle notion de colorimétrie que l'on peut qualifier de colorimétrie d'apparence pour la différencier de la colorimétrie industrielle qui ne prend en compte que la couleur d'une surface indépendamment de la couleur des autres surfaces qui l'entourent.

## Les huit membres fondateurs
- Adobe Systems Incorporated
- Agfa-Gevaert N.V.
- Apple, Inc.
- Eastman Kodak Company
- Sun Microsystems, Inc.
- Microsoft Corporation
- Silicon Graphics Inc.
- Taligent, Inc.
- FOGRA Institute, membre honoraire

## Membres réguliers (extrait)
- Alwan Color Expertise
- binuscan
- Canon Development Americas, Inc.
- The Fuji Photo Group
- Fuji Xerox Co., Ltd.
- Fujitsu Laboratories Ltd.
- Heidelberger Druckmaschinen AG
- Hewlett-Packard
- Konica Minolta Technology Center
- Kyocera Mita Corporation
- Lexmark International, Inc., PS&SD
- NEC Corporation
- Nikon Corporation
- Nokia Corporation
- Okidata
- Samsung Electronics Co., Ltd.
- Seiko Epson Corporation
- Sharp Laboratories of America, Inc.
- Sony Corporation
- Toshiba America Business Solutions
- Xerox Corporation

## Membres honoraires
- École polytechnique fédérale de Lausanne
- FOGRA Forschungsgesellschaft Druck e.V.
- Högskolan Dalarna
- London College of Communication
- Rochester Institute of Technology
- Université de l'Ouest du Michigan